# ساعي دبلوماسي

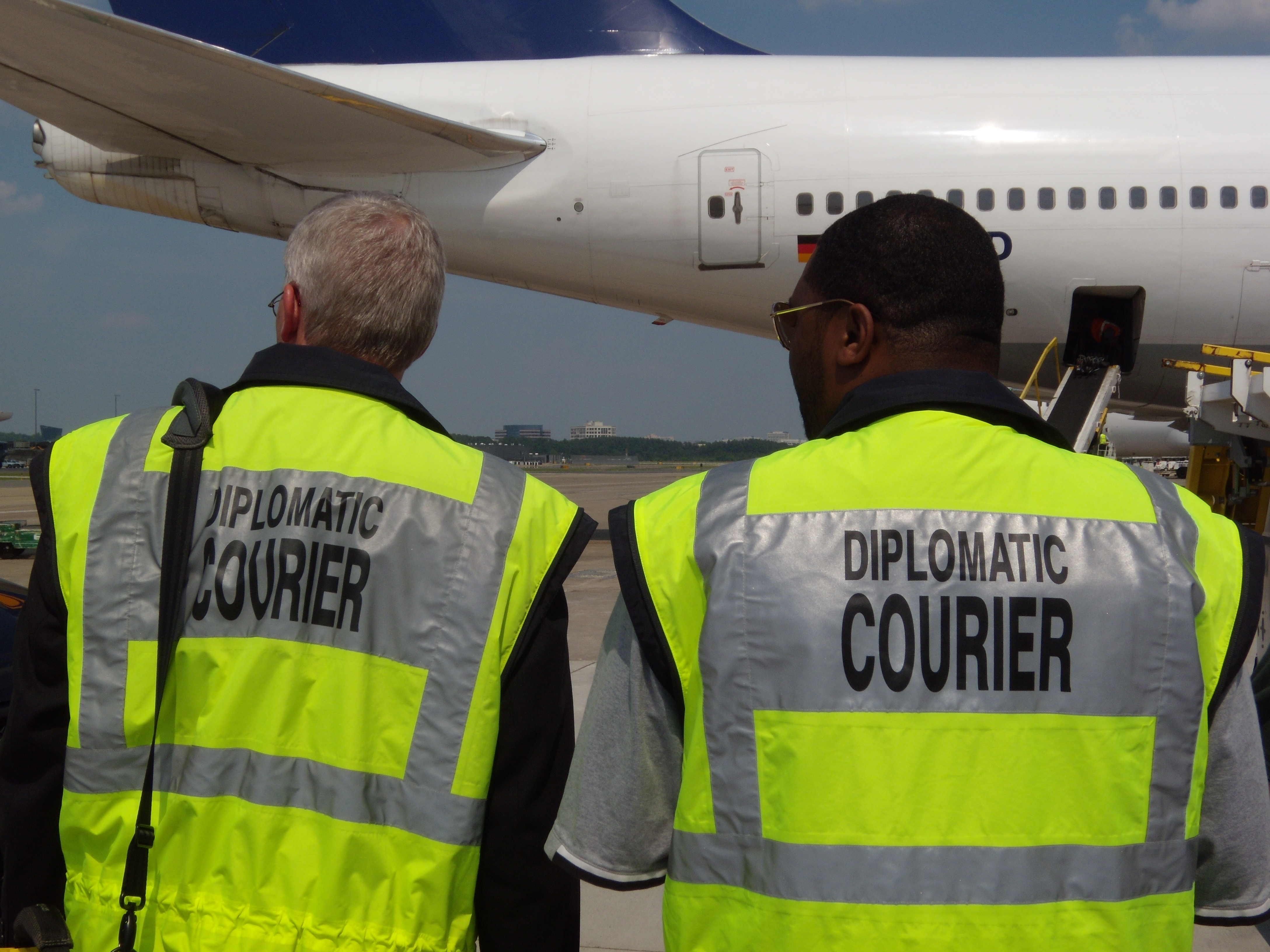
سعاة دبلوماسيون يتفقدون تفريغ حقائب دبلوماسية

الساعي الدبلوماسي هو المسؤول الذي ينقل الحقائب الدبلوماسية بموجب اتفاقية فيينا للعلاقات الدبلوماسية لعام 1961. يمنح السعاة الحصانة الدبلوماسية وبالتالي تحميهم الدولة المستقبلة من الاعتقال والاحتجاز أثناء أداء عملهم. قد يتم تعيين سعاة على أساس مخصص، ولكن في هذه الحالات يتم رفع الحصانة عنهم بمجرد تسليم حقائبهم. يتم تزويد جميع السعاة بوثائق تفيد بوضعهم وعدد الطرود التي يتم نقلها حاليًا في الحقيبة الدبلوماسية. يمكن نقل الحقائب الدبلوماسية تحت سلطة قباطنة الخطوط الجوية التجارية، لكنهم ليسوا سعاة دبلوماسيين.

## المملكة المتحدة
يتم نقل الحقائب الدبلوماسية للمملكة المتحدة من قبل رسل الملك، الذين يعملون في وزارة الخارجية وشؤون الكومنولث.

## الولايات المتحدة
نقلت خدمة البريد الدبلوماسي 116,351 قطعة تزن حوالي 2,400 طن في عام 2017 وحده. حتى الآن، وقعت الحادثة الوحيدة التي تنطوي على عنصر فشل في الوصول إلى وجهته في عام 1919، عندما فُقد بيانو أثناء نقله على متن قطار الشرق السريع. 
يتم تدريب السعاة لما يقرب من إثني عشر إلى أربعة عشر أسبوعًا في واشنطن العاصمة، وخلال حياتهم المهنية قد يتم تعيينهم في أحد المكاتب المختلفة حول العالم، بما في ذلك ما يلي: داكار، السنغال؛ أبيدجان، ساحل العاج؛ بانكوك، تايلاند؛ فرانكفورت، ألمانيا؛ المنامة، البحرين؛ بريتوريا، جنوب أفريقيا؛ سيول، كوريا الجنوبية؛ واشنطن العاصمة؛ ساو باولو، البرازيل؛ وميامي. 